# Station Bellac
Station Bellac is een spoorwegstation in de Franse gemeente Bellac aan de lijn Le Dorat - Limoges-Bénédictins.